# 1977 en chimie
Cet article présente les faits marquants de l'année 1977 en chimie.

## Évènements
- 9e Olympiades Internationales de Chimie, organisées à Bratislava en Tchécoslovaquie du 4 juillet au 14 juillet[1].
- Les biochimistes Frederick Sanger et Alan Coulson à Cambridge, Walter Gilbert et Allan Maxam à Harvard développent deux méthodes différentes pour le séquençage de l'ADN. Les britanniques Frederick Sanger et Alan Coulson présentent une technique rapide qui utilise didésoxyribonucléotides et gel d'électrophorèse. Les américains Walter Gilbert et Allan Maxam (en) présentent une méthode rapide qui utilise le clonage, le gel d'électrophorèse et la destruction chimique des bases[2].
- La réaction de Stille est découverte par John Kenneth Stille et David Milstein, un étudiant post-doctorant[3].

## Prix
- Prix Nobel de chimie : Ilya Prigogine pour sa contribution à la thermodynamique du non-équilibre, et plus particulièrement pour la formulation de la théorie des structures dissipatives[4].
- Prix Procter & Gamble : Michael Boudart[5]
- Prix Anselme-Payen : Kyle Ward[6]
- Médaille Garvan-Olin : Marjorie G. Horning[7]
- Prix Ernest-Guenther : Robert E. Ireland[8]
- ACS Award in Pure Chemistry : Barry Trost[9]
- Prix Irving-Langmuir : Aneesur Rahman[10]
- Médaille Priestley : Henry Gilman[11],[12]
- Médaille Davy : Alan Battersby en reconnaissance de ses contributions exceptionnelles et internationalement reconnues à la biosynthèse - son démêlage méticuleux et logique des voies complexes par lesquelles les alcaloïdes et les porphyrines sont élaborés in vivo[13],[14].
- Grand prix Pierre-Süe : Guy Baudin[15]
- Grand prix Achille-Le-Bel : Edmond Toromanoff[16]
- Faraday Lectureship : Manfred Eigen[17]
- Claude S. Hudson Award in Carbohydrate Chemistry : Jack J. Fox[18]
- Médaille Lavoisier de la Société chimique de France : Jacques Duclaux[19],[20]
- Médaille William-H.-Nichols : Elias J. Corey[21]

## Décès
- 30 mars : Jacques Errera (né en 1896), physico-chimiste belge, spécialisé dans la constitution moléculaire de la matière.
- 8 mai : Olof Vilhelm Arrhenius (né en 1895), chimiste suédois.
- 11 juillet : Jacques Tréfouël (né en 1897), chimiste français.
- 16 juillet : John Alfred Valentine Butler (né en 1899), électrochimiste et physico-chimiste britannique.
- 10 décembre : Carl Wagner (né en 1901), physico-chimiste allemand.